# Complejo Arquitectónico de La Recolección
Este artículo corresponde a las ruinas de La Recolección en la ciudad de Antigua Guatemala
El Complejo Arquitectónico de La Recolección es un complejo arquitectónico actualmente en ruinas localizado en la ciudad de Antigua Guatemala y que perteneció a la Orden de los Recoletos durante la colonia española en Guatemala entre 1701 y 1773, cuando fue destruido por los terremotos de Santa Marta y los recoletos se trasladaron a la Nueva Guatemala de la Asunción.

## Construcción

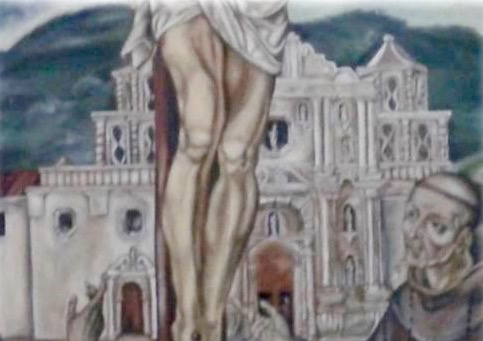
Grabado del siglo xviii que muestra la Iglesia de La Recolección al fondo.

En 1685 los misioneros Jorge de la Torre y Antonio Margil de Jesús, de los monjes recoletos, llegaron a la ciudad de Santiago de los Caballeros procedentes de Querétaro en el Vicerreinato de la Nueva España. Cuando algunos monjes más de la orden llegaron en las años siguientes, le pidieron permiso al Ayuntamiento para construir un monasterio; pero en 1695, el Ayuntamiento les hizo saber que no había suficientes frailes para justificar la construcción y que además ya había suficientes monasterios en la ciudad. Ante esta negativa, los frailes se dirigieron a la Audiencia la cual si autorizó la construcción en 1700 del «Colegio de Cristo Crucificado de los Misioneros apostólicos», por un decreto real. En 1701 se inició la construcción de los edificios cuando les fueron otorgados dos parcelas en la parte Nor-poniente de la ciudad, y seis años después se colocó la primera piedra de la iglesia. En 1708 se completaron el convento, la biblioteca y la enfermería. 
La iglesia fue inaugurada el 23 de mayo de 1717.

## Destrucción
Pocos años después la ciudad de Santiago de los Caballeros sufrió los embates de los terremotos de San Miguel en 1717, los cuales dañaron la estructura de la iglesia y del convento. Tras las reparaciones correspondientes, el complejo estuvo en posición de albergar a los monjes, llegando a tener hasta treinta y cinco en 1740. La región guatemalteca es sísmica, y en 1751 hubo otros sismos que dañaron la estructura; y finalmente en 1773, los Terremotos de Santa Marta la terminaron de arruinar.  Del templo se cayeron la pared de respaldo y la mayor parte del prestiberio y del crucero, mientras que los arcos, el coro, el noviciado y la parte alta de los claustros quedaron inservibles.

### Terremotos de Santa Marta
En 1776, la capital fue trasladada a la ciudad de Nueva Guatemala de la Asunción luego que los terremotos de Santa Marta arruinaran la ciudad de Santiago de los Caballeros de Guatemala por tercera ocasión en el mismo siglo y las autoridades civiles utilizaran eso como excusa para debilitar a las autoridades eclesiásticas —siguiendo las recomendaciones de las Reformas Borbónicas emprendidas por la corona española en la segunda mitad del siglo xviii— obligando a las órdenes regulares a trasladarse de sus majestuosos conventos a frágiles estructuras temporales en la nueva ciudad.
El colegio de Propaganda Fide se mudó a la Nueva Guatemala de la Asunción en 1776 y el síndico del convento, Juan Fermín de Aycinena —patriarca del Clan Aycinena, la familia aristocrática más influyente en ese tiempo— consiguió que se le otorgaran tres cuadras en la nueva ciudad para la iglesia y sus conventos; las cuadras otorgadas fueron las 145 a 147 y las obtuvieron el 12 de marzo de 1776.

## Abandono
Tras el traslado de los recoletos a la Nueva Guatemala de la Asunción en 1775, una nueva iglesia fue construida en la nueva ciudad, y el antiguo complejo quedó en el abandono y los frailes decidieron solicitar permiso para vender el antiguo convento, el que les fue concedido el 29 de enero de 1785.  Se transcribe a continuación la copia del documento que se encuentra en el Archivo General de Centro América en el que fray José Olaverrieta solicita permiso para vender las instalaciones destruidas:
| Los recoletos, sobre piden para vender el sitio del colegio de La Antigua Guatemala Traslación 1785 Muy ilustrísimo señor Fray José Olaverriete predicador apostólico y guardián de este Santo Colegio de Cristo Señor Nuestro Crucificado, parezco ante vuestra señría y con el debido respeto digo: que ha resuleto el siscretorio de este Colegio, por que a él toca, que se venda el sitio del Colegio que tiene en la ciudad arruinada con el campo a él anexo, por haber necesidad de este subsidio para comenzar la fábrica del convento que carece en esta nueva ciudad: y para que nuestro síndico efectúe dicha venta, impetramos por la presente la anuencia de vuestra señoría, y así: A vuestra señoría pido y suplico se sirva de proveer lo pedido en que recibiré favor y gracia. —Fray José Olaverriera |

Durante el siglo xix las instalaciones se utilizaron como establo, fábrica de jabón y complejo deportivo. Inclusive, se extrajo material de las ruinas para realizar otras construcciones en la ciudad, que ahora se llamaba Antigua Guatemala.
Los recoletos llevaron a la nueva ciudad todas sus reliquias eclesiásticas, pero muchas de las piezas de plata fueron robadas por las huestes del general hondureño Francisco Morazán tras la expulsión de las órdenes regulares y de los aristócratas del Clan Aycinena en 1829. Los bienes de los recoletos quedaron inventariados en la orden que se le dio al regidor de la municipalidad de Guatemala, Carlos Barrientos, el 11 de julio de 1829 para la expulsión ordenada y pacífica de la orden recoleta.

### Destrucción adicional del edificio en 1874
Fachada del templo antes y después del sismo de 1874

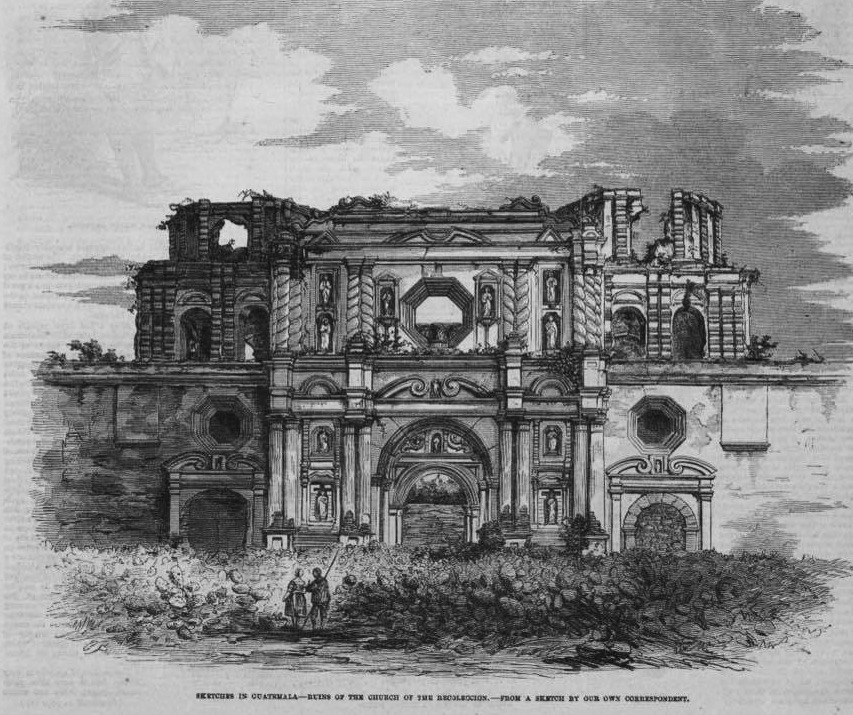
1840: luego de los Terremotos de Santa Marta de 1773 la iglesia había perdido el techo únicamente.
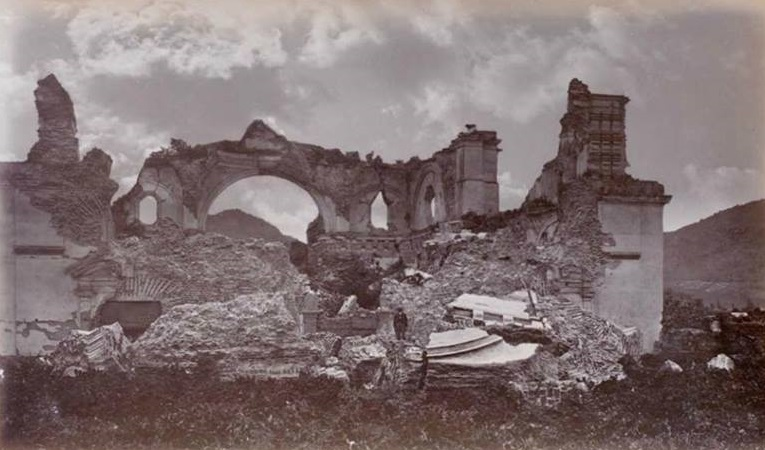
1875: la fachada se desplomó por el sismo de 1874. Fotografía de Eadweard Muybridge.

De acuerdo al periódico estadounidense The New York Times, el terremoto de Guatemala del 3 de septiembre de 1874 fue el más devastador de los que se registraron en ese año en todo el mundo. No solamente se destruyó completamente el pueblo de Parramos,
 sino que bandas de forajidos armados con cuchillos y otras armas punzocortantes intentaron asaltar a los damnificados y robarles lo poco que les quedaba; afortunadamente, las bandas fueron capturadas por la policía del gobierno del general Justo Rufino Barrios y ejecutadas sumariamente.
Un testigo relató que el terremoto se sintió como una combinación de una larga serie de movimientos verticales y horizontales que hacían que pareciera que el suelo se movía en forma de olas y que se elevaba hasta un pie de alto por encima de su nivel normal. Otro testigo indicó que el pueblo de San Miguel Dueñas quedó totalmente destruido, y quienes lograron sobrevivir salieron huyendo buscando áreas más seguras. En total, hubo US$300,000 en pérdidas; los poblados afectados aparte de Antigua Guatemala, Dueñas, Parramos y Patzicía, fueron Jocotenango, San Pedro Sacatepéquez, Ciudad Vieja y Amatitlán.
El fotógrafo Eadweard Muybridge visitó Antigua Guatemala en 1875 y dejó un registro fotográfico de estado de a ciudad tras este sismo y se puede advertir comparando sus fotografía con los grabados existentes que las ruinas de la Recolección perdieron la fachada frontal, que cayó hacia adelante.

## Actualidad
Las ruinas del complejo arquitectónico están rodeadas de un parque municipal y están protegidas como monumento nacional. Grandes piezas de las antiguas columnas se pueden observar, principalmente en lo que antiguamente era el templo; hay acceso a las inslaciones del antiguo convento, pero no a las catacumbas.
En 1979, fue incluido junto con toda la ciudad de Antigua Guatemala, como Patrimonio de la Humanidad por la UNESCO.

## En el cine
Las escenas iniciales de la película protagonizada por el actor estadounidense Jack Nicholson La frontera fueron filmadas en Antigua Guatemala, específicamente en las ruinas de La Recolección a inicios de la década de 1980.